# Grunewaldsee

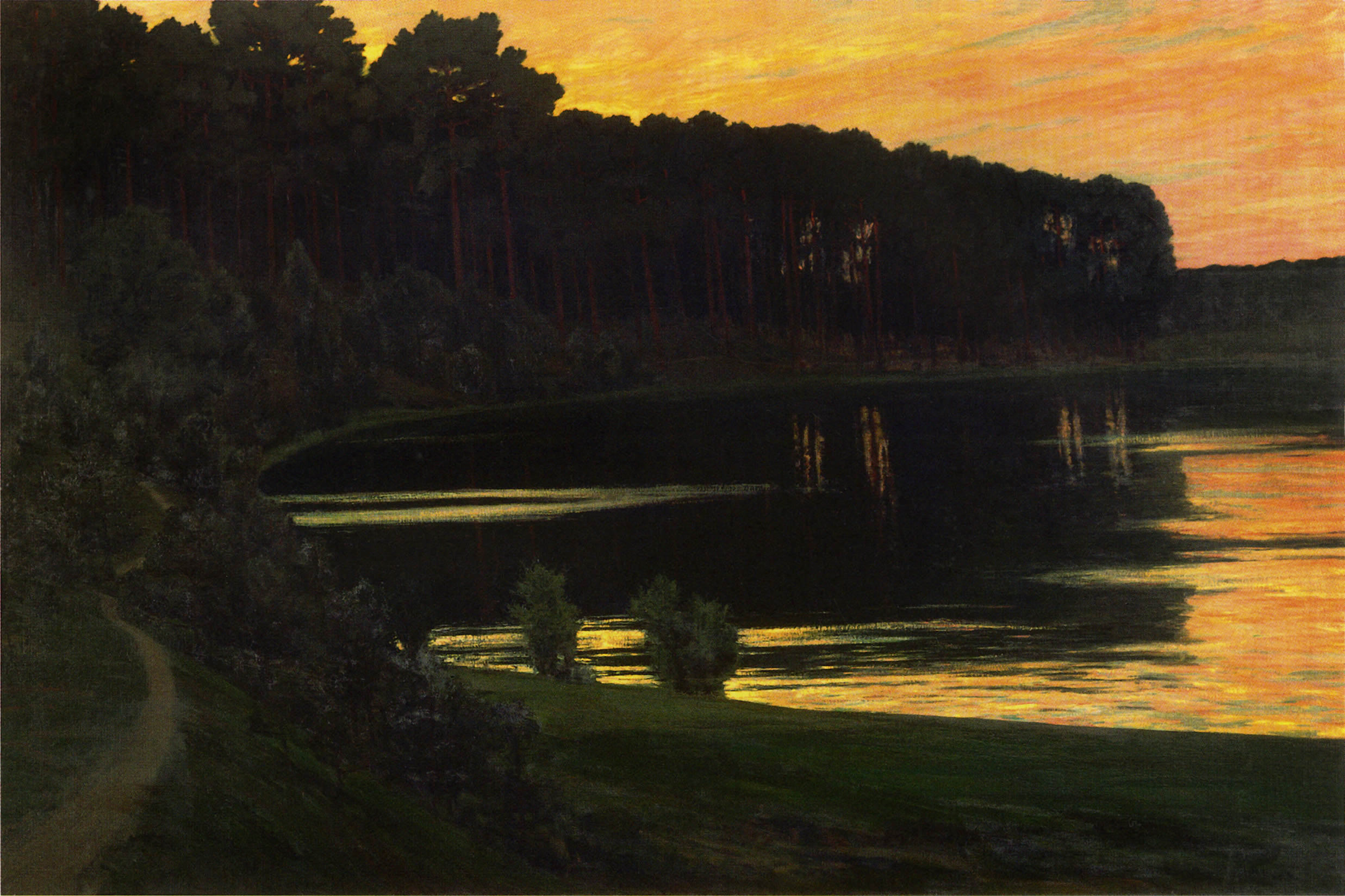
Walter Leistikow, Sonnenuntergang über dem Grunewaldsee, 1895

Der Grunewaldsee liegt im Westen des Bezirks Charlottenburg-Wilmersdorf von Berlin, am Rande des Grunewalds. Der See mit einer Fläche von etwa 175.000 m² gehört zur Glazialen Rinne der Grunewaldseenkette. Im Norden schließen sich das Naturschutzgebiet Hundekehlefenn und der Hundekehlesee an, nach Südwesten folgen in der Seenkette die beiden Naturschutzgebiete Langes Luch und Riemeisterfenn und danach die Krumme Lanke.
Am See liegt mit dem Jagdschloss Grunewald von 1542 das älteste Schloss der Stadt und das einzige Zeugnis der Berliner Frührenaissance. Ein Teil des Uferbereiches ist als Naturschutzgebiet ausgewiesen und gleichzeitig bildet der Grunewaldsee das beliebteste Berliner Auslaufrevier für Hunde – ein fortwährender Interessenkonflikt und Zankapfel in der Stadt. Während der See selbst vollständig im Ortsteil Grunewald des Bezirks Charlottenburg-Wilmersdorf liegt, gehören ein Teil des südöstlichen Ufers, das Jagdschloss sowie das historische Jagdrestaurant und Hotel Paulsborn zum Ortsteil Dahlem des Bezirks Steglitz-Zehlendorf.

## Sehenswürdigkeiten am See

### Namensgeber Jagdschloss

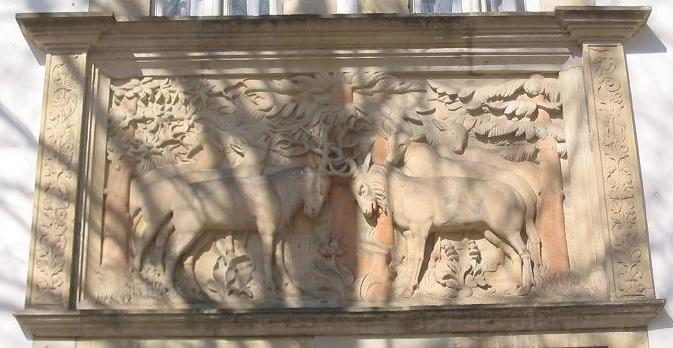
Hirschrelief über der Sandsteintafel

Namensgeber für den See ist das Jagdschloss Grunewald, das Kurfürst Joachim II. 1542 errichten ließ. Noch heute gibt die erhaltene Sandsteintafel von 1542 über der Türumrahmung unter dem gleichfalls noch vorhandenen Hirschrelief Auskunft über den Namen. Die Inschrift besteht aus vielen Abkürzungen, die in der folgenden Wiedergabe in Klammern ergänzt sind:
Nach diesem Haus „Zum Grünen Wald“, später „Aufm Grünwald“, wurde der See als der „Grunewaldsche See“ (Lageplan von 1792) benannt. Der umgebende Wald hieß nach Dokumenten 1542 und noch 1698  „Teltowische Heide“ (nach dem Teltow), auf dem Lageplan von 1792 „Spandauer Forst“ (Königliches Spandausches Forst Revier) und nahm erst um 1800 den heutigen Namen „Grunewald“ an. Dieser wurde wiederum zum Ende des 19. Jahrhunderts auf die entstehende Kolonie, den heutigen Ortsteil Grunewald, übertragen.

#### Übersicht Schlossgeschichte

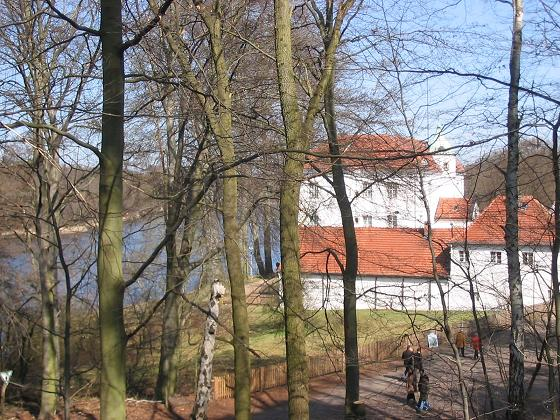
Jagdschloss und See

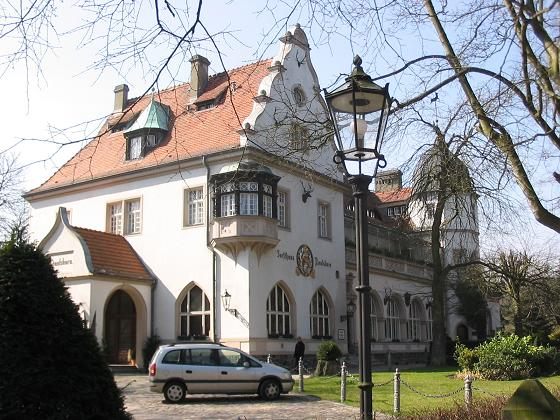
Paulsborn

Das Jagdschloss Grunewald von 1542 war bis in das 17. Jahrhundert hinein von einem Wassergraben umgeben und ursprünglich als Wasserschloss angelegt. Errichtet wurde es mit hoher Wahrscheinlichkeit unter der Leitung der kurfürstlichen Baumeister Caspar Theiss und Hans Schenk. Als Verbindung zwischen Grunewaldsee und dem Berliner Stadtschloss legten die Baumeister durch das seinerzeitige Sumpfgebiet einen Knüppeldamm an, den Ursprung des heutigen Kurfürstendamm. Zu Beginn des 18. Jahrhunderts ließ Friedrich I., der erste König in Preußen, das Renaissance-Schloss umbauen und erweitern. Die barocke Gestaltung kam 1708 zum Abschluss, die umgebenden Wassergräben wurden zugeschüttet und bepflanzt.

#### Ausstellungen heute
Als der Grunewald 1904 als Hofjagdrevier aufgegeben wurde, fand das Schloss als Museum eine neue Nutzung. In den 1960er und 1970er Jahren erfolgte nach intensiven Forschungen zu den alten Bauplänen eine umfassende und detailgetreue historische Restaurierung und kurz vor der Jahrtausendwende zum 450-jährigen Jubiläum eine Renovierung. Heute finden sich im Schloss Ausstellungen zur Baugeschichte und Geschichte der Hohenzollern und die umfangreiche Gemäldesammlung der Kurfürsten, die um weitere Werke ergänzt worden ist. Ihre Schwerpunkte liegen auf der niederländischen Malerei des 17. Jahrhunderts und auf altdeutschen Meistern. Das „Jagdzeugmagazin“ enthält eine zugängliche Jagdsammlung mit Originalen, die weitgehend aus den Beständen des Zeughauses Berlin stammen, da die Ausstattung des Grunewalder Zeughauses verschwunden ist. (siehe Hauptartikel: Jagdschloss Grunewald)

### Paulsborn
Auch das in der Nachbarschaft weiter südlich am See im Jahr 1800 angelegte Gehöft und spätere Forsthaus Paulsborn ist sehenswert. 1806 wurde hier ein Wirtshaus errichtet, dass einem Gastwirt Paul gehörte. Es erschien 1817, 1840 sowie 1858 als Etablissement „zu Dahlem gehörig“. 1860 bestanden neben dem Wirtshaus ein Jägerhaus. Auf der Gemarkung befanden sich ein Wohn- und drei Wirtschaftsgebäude. 1871 weihte Kaiser Wilhelm I. hier ein Gasthaus ein, 1905 erhielt Paulsborn den heute noch bestehenden Gaststättenbau in prächtiger Neurenaissance, mit vielen Anspielungen auf das Jagdschloss. Antike Gemälde, bleiverglaste Fenster, Säulen und Geweihlampen vermitteln eine nostalgische Atmosphäre.

## Hydrogeologie und Ökologie des Sees

### Wasserspiegel

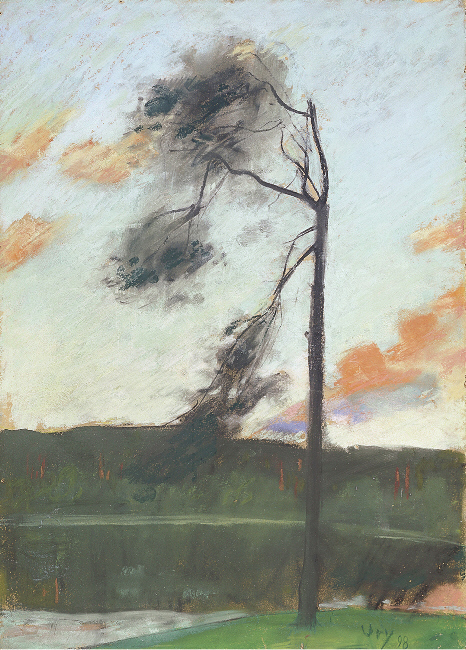
Lesser Ury, Kiefer gegen Abendhimmel am Grunewaldsee, 1890er Jahre

Heute fällt die Vorstellung schwer, dass das von Land umgebene und ein Stück über dem See liegende Jagdschloss ursprünglich ein Wasserschloss gewesen ist und nur über eine Brücke zugänglich war. Der Spiegel des Grunewaldsees lag in der Mitte des zweiten Jahrtausends rund zwei Meter höher als heute und wurde mehrfach abgesenkt, beispielsweise schon um 1800, um auf den Dahlemer Wiesen Torfstiche zu ermöglichen. Der Verbindungskanal zum Langen Luch und Riemeisterfenn stammt aus dieser Zeit und führte das Wasser zur Krummen Lanke ab. Weitere Spiegelabsenkungen erfuhr der See durch die Grundwasserentnahmen, die seit Beginn des 20. Jahrhunderts zur Versorgung der rasant wachsenden Bevölkerung im Großraum Berlin mit Trinkwasser erfolgen. Da auch die Grundwasserspiegel im Berliner Raum sanken, erfolgt eine Speisung des ursprünglich allein grundwassergespeisten Sees heute zusätzlich über Wasser aus der Regenkanalisation, was zu Problemen mit der Wassergüte führt.

### Naturschutzgebiet
Als Teil des Forstes gehört das gesamte Gebiet zum Landschaftsschutzgebiet Grunewald. Der südliche Teil des Grunewaldsees mit seinen Uferbereichen ist zudem seit 1988 auf einer Fläche von 9,6 Hektar als Naturschutzgebiet mit der Typisierung „Gewässer/Moor“ ausgewiesen. Es gehört zum größten Teil zum Bezirk Charlottenburg-Wilmersdorf und mit einem kleinen Teil zum Bezirk Steglitz-Zehlendorf. In den Uferzonen dominieren Pflanzen, die feuchte und nasse Standorte bevorzugen und in einigen wenigen Bereichen gibt es Reste von Erlenbruchwäldern. Wie die Uferbereiche fast aller Gewässer der Grunewaldseenkette mit Ausnahme des Nikolassees sind auch die Uferbereiche des Grunewaldsees nur sehr spärlich mit Röhricht bewachsen, sodass sich kaum Fischarten finden, die zu den Krautlaichern gehören. Im Grunewaldsee überwiegen Aale, Schleie, Hechte, Karpfen, Welse und aus der Familie der Barsche die Zander. Erst durch die Pflegemaßnahmen der jüngeren Zeit gelingt es, in dem geschützten Gebiet den Schilfgürtel wieder zu beleben.

## Konflikte um Nutzung

### Hundeauslauf
Die Maßnahmen des Naturschutzes und die Interessen der Schlossbesucher, Badegäste und Wanderer geraten regelmäßig in Konflikt mit den Interessen der Hundebesitzer. Die Uferwege des Grunewaldsees und des nördlich folgenden Hundekehlefenn bis hin zum Hundekehlesee bilden ein offizielles und das beliebteste Hundeauslaufgebiet in Berlin. Die südlichen Uferzonen im Schutzbereich sind mit Zäunen gesichert, ansonsten haben die Hunde freien Auslauf auch im Uferbereich und baden gerne im See. Für Personen erließ der Senat von Berlin im Oktober 2003 wegen zu hoher Schadstoffbelastungen ein Badeverbot.
Überlegungen des Bezirksamtes, „extra gekennzeichnete Hundebadestellen einzurichten, um Belästigungen von Badegästen an den anderen Badestellen zu vermeiden“, konnten nicht umgesetzt werden, obgleich bis in die 1980er Jahre hier eine eigene Hundebadestelle ausgewiesen war. Diese befand sich erst am Ufer zwischen Wirtshaus und Schloss, nach Umkehrung der Fließrichtung (durch Einspeisung am Südende) wurde sie an das Nordende schräg gegenüber der Nacktbadestelle (Bullenwinkel) verlegt.

### Reaktionen BVV und Bezirksamt

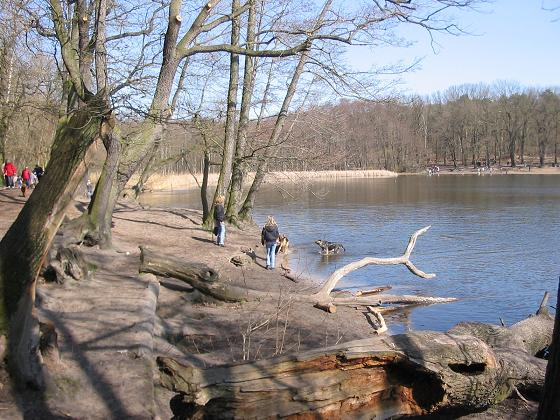
Nordende zum Hundekehlefenn

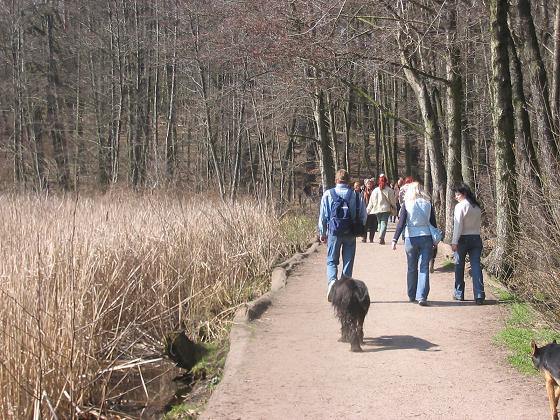
Zwischen See und Hundekehlefenn

Im April 2004 beschloss die Bezirksverordnetenversammlung (BVV) Charlottenburg-Wilmersdorf, die Hundeauslaufgebiete grundsätzlich aufrechtzuerhalten und richtete zur Lösung der Probleme Appelle an die Konfliktparteien. Das Amt teilte dazu mit:

„Das Bezirksamt hält die sehr starke Nutzung und Belastung des kulturhistorisch wertvollen wie ökologisch sensiblen Bereichs um den Grunewaldsee für äußerst problematisch. Insbesondere ist sie mit dem Status als Landschaftsschutzgebiet, dem Naturschutzgebiet im südwestlichen Bereich […], den Erfordernissen des Jagdschlosses Grunewald und den Interessen anderer Erholungssuchender nicht vereinbar. Es nimmt die in der Anhörung des Umweltausschusses am 05.02. von den Berliner Forsten und Nachbarn beschriebenen ökologischen Schäden und Nutzungskonflikt ernst.“

Die BVV konnte sich letztlich lediglich zu einem Ersuchen an die übrigen elf Berliner Bezirke durchringen, durch die Eröffnung weiterer oder Ausweitung bestehender Hundeauslaufgebiete für Entlastung am Grunewaldsee zu sorgen. Allein das Bezirksamt Pankow reagierte und richtete, zeitlich befristet, eine entsprechende kleine Fläche im Mauerpark am Prenzlauer Berg ein.